# Fabio Cerqueira
Fabio Cerqueira Martins, plus couramment appelé Fabio Cerqueira, né le 8 janvier 2003, est un footballeur luxembourgeois qui joue au poste de milieu défensif au FC Mondercange, en prêt du FC Differdange 03.

## Biographie

### CS Fola Esch (2020-2024)
Le joueur signe son premier contrat avec son club formateur, le CS Fola Esch, en 2020. Il dispute ses premières minutes avec le club lors de la 12e journée de championnat face au FC Etzella Ettelbrück. Sa première titularisation intervient deux journées plus tard face au FC Rodange 91 où il dispute l'ensemble du match.
Il remporte lors de la saison 2020-2021 le championnat de BGL Ligue.

#### Prêt à l'UT Pétange (2021-2022)
Lors de la saison 2021-2022, le joueur est prêté sans option d'achat à l'Union Titus Pétange.

### FC Differdange 03 (depuis 2024)
Après trois saisons au sein du CS Fola Esch, le joueur rejoint le FC Differdange 03, champion en titre de BGL Ligue,.

#### Prêt au FC Mondercange (2025-2026)
En juin 2025, le FC Mondercange, alors relégué en Promotion d'Honneur, annonce le prêt du joueur pour une saison.

## Palmarès
| CS Fola Esch (1) :                | FC Differdange 03 (2) :                                                        |
| --------------------------------- | ------------------------------------------------------------------------------ |
| - BGL Ligue (1) - Champion : 2022 | - BGL Ligue (1) - Champion : 2025 - Coupe du Luxembourg (1) - Vainqueur : 2025 |